# Särkjärvi (sjö i Somero, Egentliga Finland)
Särkjärvi är en sjö i kommunen Somero i landskapet Egentliga Finland i Finland. Arean är 40 hektar och strandlinjen är 4,46 kilometer lång. Sjön  ingår i Pemar å huvudavrinningsområde.   Den ligger omkring 82 kilometer öster om Åbo och omkring 82 kilometer nordväst om Helsingfors. 
Särkjärvi ligger sydöst om Siikjärvi. Särkjärvi ligger väster om Vesajärvi. 